# Bendigo
Bendigo (pronunciado /ˈbɛndɨɡoʊ/) es una ciudad australiana situada en la zona central del estado de Victoria. Se encuentra aproximadamente a 150 km de Melbourne, y es la cuarta ciudad más poblada de Victoria. La población urbana estimada asciende a unos 91 713 habitantes. Es el centro administrativo de City of Greater Bendigo (Ciudad de Gran Bendigo) que comprende tanto el área urbana como los pueblos circundantes, cubriendo un área de aproximadamente 3000 km². Sus habitantes son conocidos como Bendigonians. El nombre original de la ciudad, proviene de Bendigo Creek (La cañada Bendigo), que se oficializó en 1891.
Bendigo fue una de las ciudades más importantes de la era victoriana en Australia, porque allí se descubrió oro en 1851, en The Rocks, en la Cañada Bendigo. El Valle de Bendigo es una zona no inundada, rica en este mineral que se podía extraer fácilmente. Las noticias de nuevos hallazgos intensificaron la fiebre de oro victoriana que, en unos años, atrajeron a muchos inmigrantes procedentes de todo el mundo, especialmente asiáticos provenientes de China. Como los colonos británicos asentados en Australia prohibieron el acceso de los inmigrantes a través del puerto de Melbourne, estos debían de ir hasta un pequeño puerto próximo a Adelaida y de ahí partir hasta Bendigo en busca de fortuna. Los inmigrantes, especialmente el pueblo chino, contribuyeron a transformar la ciudad, que pasó en poco tiempo de ser una sencilla estación de trenes a un importante centro económico dentro de la recientemente proclamada Colonia de Victoria. 
Bendigo es una ciudad notable por su arquitectura victoriana y su historia minera. Desde 1851, más de 22 millones de onzas de oro fueron sacadas de sus minas, convirtiendo a la ciudad en el mayor centro de extracción del siglo XIX y la mayor economía minera del este de Australia. Es actualmente el mayor centro financiero de Victoria aparte de Melbourne, ya que es la sede del único banco australiano fuera de las grandes ciudades capitales: el Bendigo Bank, y la Bolsa de Comercio de Bendigo.

## Hermanamientos
- Penzance (Reino Unido)
- Los Altos (Estados Unidos)
- Tianshui (China)